# Nova França
|  | Per a altres significats, vegeu Nova França (desambiguació). |

Nova França (en francès: la Nouvelle-France) és l'àrea de Nord-amèrica colonitzada per França entre el període de l'exploració del riu Sant Llorenç per Jacques Cartier el 1534 i la cessió de parts d'aquest territori al Regne Unit i Espanya el 1763, i la compra de la Louisiana per part dels Estats Units el 1803. Durant el seu període de màxima extensió, el 1712 (abans del Tractat d'Utrecht) el territori de la Nova França s'estenia des de Terranova i Labrador fins al Llac Superior, i de la Badia de Hudson fins al Golf de Mèxic.
La Nova França (en francès: Nouvelle-France), oficialment denominat com Virregnat de Nova França (en francès: Vice-royauté de Nouvelle-France), va ser l'immens territori que comprenia totes les colònies franceses d'Amèrica del Nord, des de la desembocadura del riu Sant Llorenç fins al delta del Mississipi, passant pel territori de la vall d'Ohio. Va existir durant bona part dels segles xvii i xviii, constituint la principal colònia francesa en aquesta època. La seva existència es pot emmarcar en el període que s'estén des de l'exploració del riu Sant Llorenç per Jacques Cartier el 1534 fins a la cessió d'aquests territoris a la Gran Bretanya després del Tractat de París de 1763.

## Història

### Primeres exploracions
El 1524, el navegant italià Giovanni da Verrazzano va explorar la costa oriental i va anomenar al nou territori Francesca, en honor del rei Francesc I de França. El 1534, Jacques Cartier va aixecar una creu a la península de Gaspé i va reclamar les terres en nom de Francesc I. No obstant això, en un principi França no estava interessada a donar suport a la reivindicació mitjançant assentaments. Vaixells de pesca francesos van continuar creuant l'Atlàntic fins al riu Sant Llorenç, establint aliances amb tribus índies que van ser de notable importància una vegada que França va començar a ocupar la terra. Els comerciants francesos es van adonar que la regió del riu Sant Llorenç produïa pells, especialment pells de castor que eren difícils de trobar a Europa, ja que el castor europeu estava a prop de l'extinció. Finalment, la Corona francesa va decidir colonitzar el territori per assegurar i estendre la seva influència a Amèrica.
Els vasts territoris que van passar a ser coneguts com a Acàdia i Canadà estaven habitats per pobles nòmades amerindis i també hi havia assentaments d'hurons i iroquesos. Les terres estaven plenes de riqueses naturals per explotar que van atreure l'atenció dels europeus. Cap al 1580, les companyies franceses s'havien establert i s'havien noliejat vaixells per portar pells a Europa. La interacció entre nadius i europeus en aquest primer període és desconeguda en gran manera, a causa de la manca de documents històrics. Els primers intents d'establir assentaments permanents van concloure en un fracàs. el 1598, es va establir un lloc comercial a l'illa Sabre, prop de la costa d'Acàdia, però no va tenir èxit. El 1600, es va establir un altre lloc a Tadoussac (avui a la província del Quebec), però només cinc colons van sobreviure l'hivern. el 1604, es va fundar un assentament a l'illa Santa Creu (Île-Saint-Croix), que va ser traslladat a Port-Royal el 1605, per ser abandonat el 1607, restablert el 1610 i destruït definitivament el 1613.

### Apogeu
Els primers intents per colonitzar els territoris limítrofs al Mississipi havien resultat en rotunds fracassos. La Ciutat de Quebec fou fundada el 1608 per Samuel de Champlain i Mont-real el 1642. Les colònies van créixer lentament, en part perquè a les minories religioses no se'ls permetia establir-se; Nova França era només catòlica.
Cap a mitjan segle xvii la penetració francesa era bastant modesta (el Cens de població de Nova França de 1666 tenia una població de 3.215 habitants). A causa d'aquests fracassos, el 1663 el rei Lluís XIV va decidir prendre cartes en l'assumpte i la colonització d'Amèrica va quedar sota estricte control de la Corona francesa. A partir de llavors es va donar un increïble impuls a la colonització. Havent explorat la vall del riu fins a la seva boca, des del Canadà, el 1682, Rene Robert Cavelier, Sieur de La Salle va nomenar el gran cinturó central del territori com Louisiane, en honor del rei Lluís XIV de França i el 1684, va salpar de França amb 4 vaixells i 300 colons per establir una colònia a la boca del Mississipi, fundant Fort Saint Louis a l'actual Texas. La Colònia de Louisiana va ser fundada el 1699 i la seva capital, Nova Orleans, el 1718. França aviat va entrar en conflicte amb la Gran Bretanya, les colònies tenien frontera amb les colònies franceses en diversos llocs.

Evolució territorial de Nova França entre 1534 i 1763.
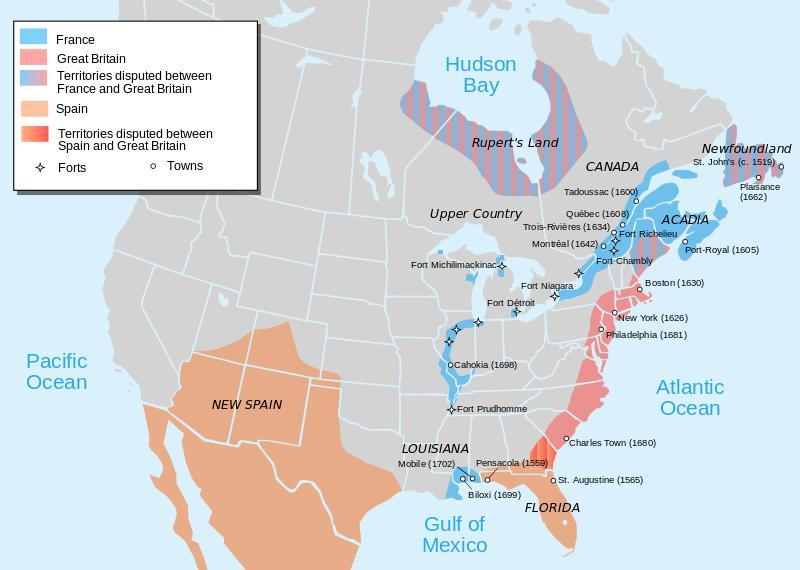
Cap al 1700.
Cap al 1756.

En el seu moment de major extensió, (abans del Tractat d'Utrecht de 1713), el territori de Nova França s'estenia des de l'illa de Terranova al llac Superior i des de la badia de Hudson al golf de Mèxic. En aquesta època el territori assoleix el seu apogeu territorial i polític, i es dividia en cinc colònies, cadascuna amb la seva pròpia administració: Canadà, Acàdia, Badia de Hudson, Terranova i el Territori de Louisiana.

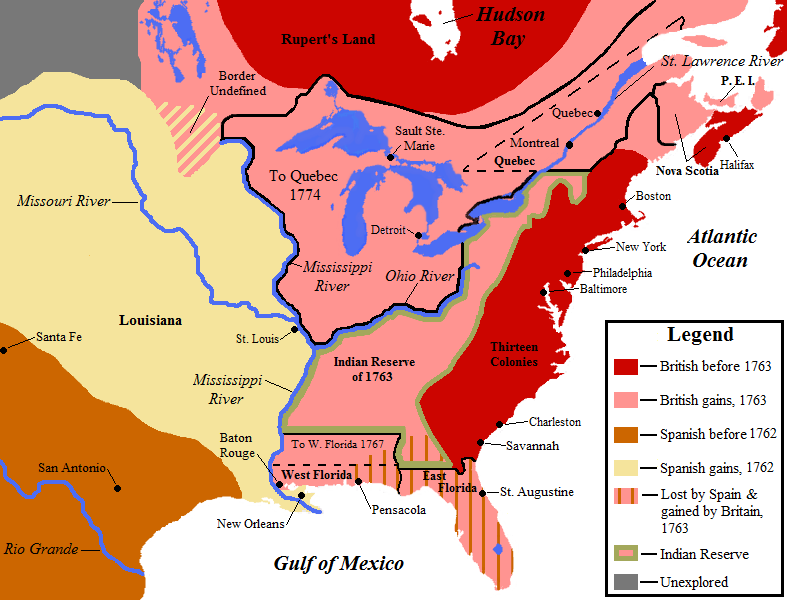
Repartiment de Louisiana i el Canadà (1763) entre la Gran Bretanya i Espanya, qui al seu torn lliura la Florida.

### Caiguda i final
La proximitat amb les colònies britàniques, donades les cada vegada majors extensions de Nova França, només pot provocar nous conflictes, especialment després de la Guerra de Successió Espanyola. El 1756 va esclatar el conflicte a Europa, la qual seria la Guerra dels Set Anys, que també va tenir un front bèl·lic a les colònies d'Amèrica. El conflicte aquí va rebre el nom de Guerra Franco-índia (i constituïa ja el quart enfrontament colonial entre ambdues potències) i havia de durar 9 anys, en un principi amb clar predomini francès, encara que el resultat final li va ser favorable a la Gran Bretanya en conquerir el Canadà. La pau es va aconseguir amb el Tractat de París el 10 de febrer de 1763 i va suposar la pèrdua de totes les possessions continentals franceses (i per tant, el final de la Nova França), ja que va haver de cedir Louisiana a Espanya en compensació per la pèrdua de Florida en mans dels Britànics. La Louisiana estaria sota sobirania hispana durant 40 anys, fins al 1803, any en què Carles IV va regalar a Napoleó Bonaparte (llavors Cònsol de la República Francesa) el territori. Aquesta segona sobirania francesa va durar poc, perquè l'any següent va passar als Estats Units mitjançant la Venda de Louisiana.

## Demografia

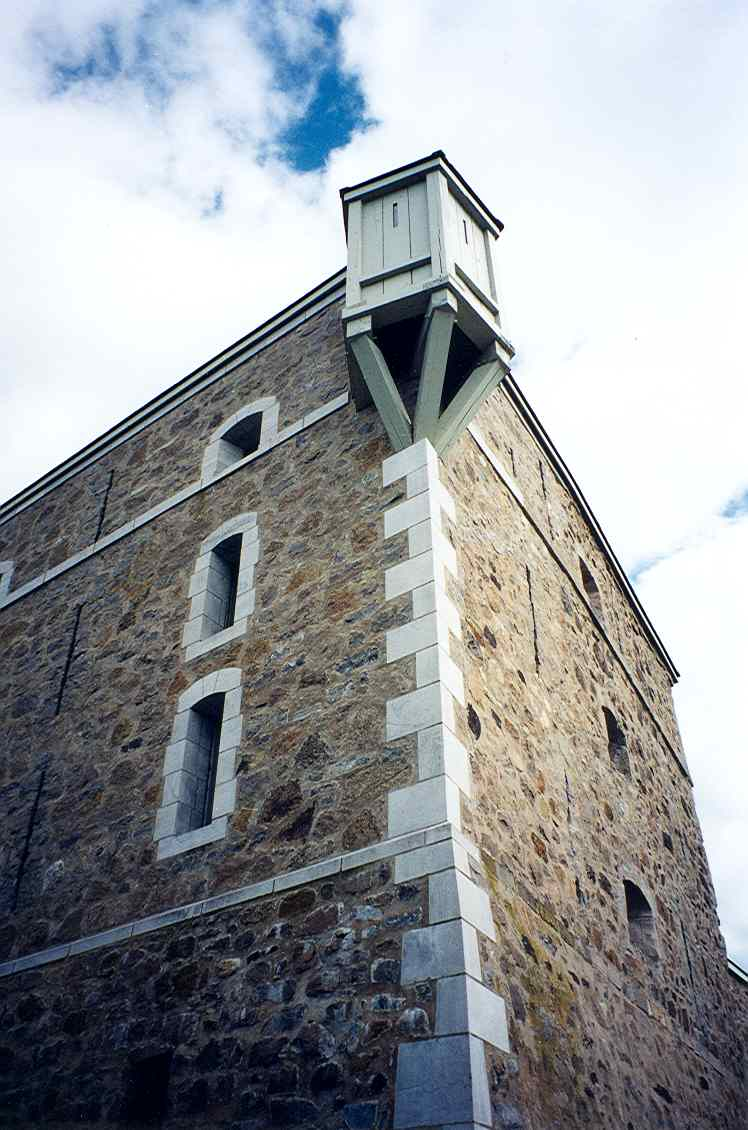
El fort Chambly, al Quebec.

Els colons francesos que poblaven la província francesa del Canadà provenien principalment de les antigues províncies de França d'Aunis, Bretanya, Normandia, Poitou i Saintonge.